# Suctobelbila pocsi
Suctobelbila pocsi är en kvalsterart som beskrevs av Balogh och Sandór Mahunka 1980. Suctobelbila pocsi ingår i släktet Suctobelbila och familjen Suctobelbidae. Inga underarter finns listade i Catalogue of Life.